# Lynge Jakobsen
Lynge Jakobsen (født 10. november 1950) er tidligere professionel fodboldspiller i AaB. Han var i perioden 1996-2013 sportslig ansvarlig for AaB's fodbolddel, først som sportschef, senere som sportsdirektør.

## Lynge og AaB
Lynge Jakobsen har haft et livslangt forhold til AaB. Han blev medlem af AaB som 7-årig i 1957, og han fik klubbens guldnål i 2013.

### Karriere som spiller
Lynge Jakobsen spillede i 6 sæsoner på AaB's førstehold fra 1973 til 1979, hvor han formåede at spille 267 kampe på førsteholdet og score 18 mål. Og 5 sæsoner, som ungdomsspiller. Han spillede midtbanespiller og blev den første professionelle fodboldspiller (kontraktspiller) i AaB. Hans første kamp for AaB var 27. maj 1969, den sidste kamp blev spillet 29. oktober 1979.

### Sportschef og sportsdirektør
I 1996 blev Lynge Jakobsen ansat som sportschef i AaB, der på det tidspunkt havde hans tidligere førsteholdskammerat Børge Bach som direktør. Senere blev Lynge Jakobsens titel ændret til sportsdirektør. Den 10. januar 2013 meddelte Lynge Jakobsen, at han stoppede som sportsdirektør efter sæsonens afslutning. Han blev efterfulgt af Allan Gaarde i sommeren 2013.

## Trænertid
Lynge Jakobsen var træner for Aalborg Chang, Lindholm IF, Aars IK, Storvorde Sejlflod Boldklub inden sin tid ansættelse som sportschef i AaB.

## Civilt liv
Lynge Jakobsen er uddannet ved det aalborgensiske kornfirma Thorndahl. Senere i karrieren blev han ansat ved Aalborg Kommune, hvor han arbejdede indtil sin tiltrædelse som sportschef. Senest som kontorchef hos Aalborg Kommune